# 纽约市政厅
紐約市政廳（英語：New York City Hall），位於美國紐約州紐約市下曼哈頓市政中心百老匯、公園街和錢伯斯街交界市政廳公園內，是紐約市政府的所在地。紐約市政廳是美國歷史最悠久的現役市政廳。紐約市政廳亦是紐約市長辦公室和紐約市議會的所在地，市政府十三個部門則在附近的曼哈顿市政大楼辦公。
紐約市政廳於1810年開始興建，並在1812年落成。紐約市政廳於1960年成為美國國家歷史地標，6年後亦列入《美國國家史蹟名錄》。而市政廳外部和內部則分別在1966年及1976年成為紐約市地標。

## 歷史
紐約的第一座市政廳位處珍珠街73號附近，由荷蘭人於17世紀興建。而其第二座市政廳則位處華爾街和拿騷街交界，在1700年建成。其後因為紐約成為美國獨立戰爭後的首個首都而易名為聯邦國家紀念堂。新市政廳的建設工程早在1776年已在紐約市議會討論，但是由於戰爭期間出現的財政緊絀而需要延誤。市議會其後選擇今市政廳公園的位置興建新市政廳。

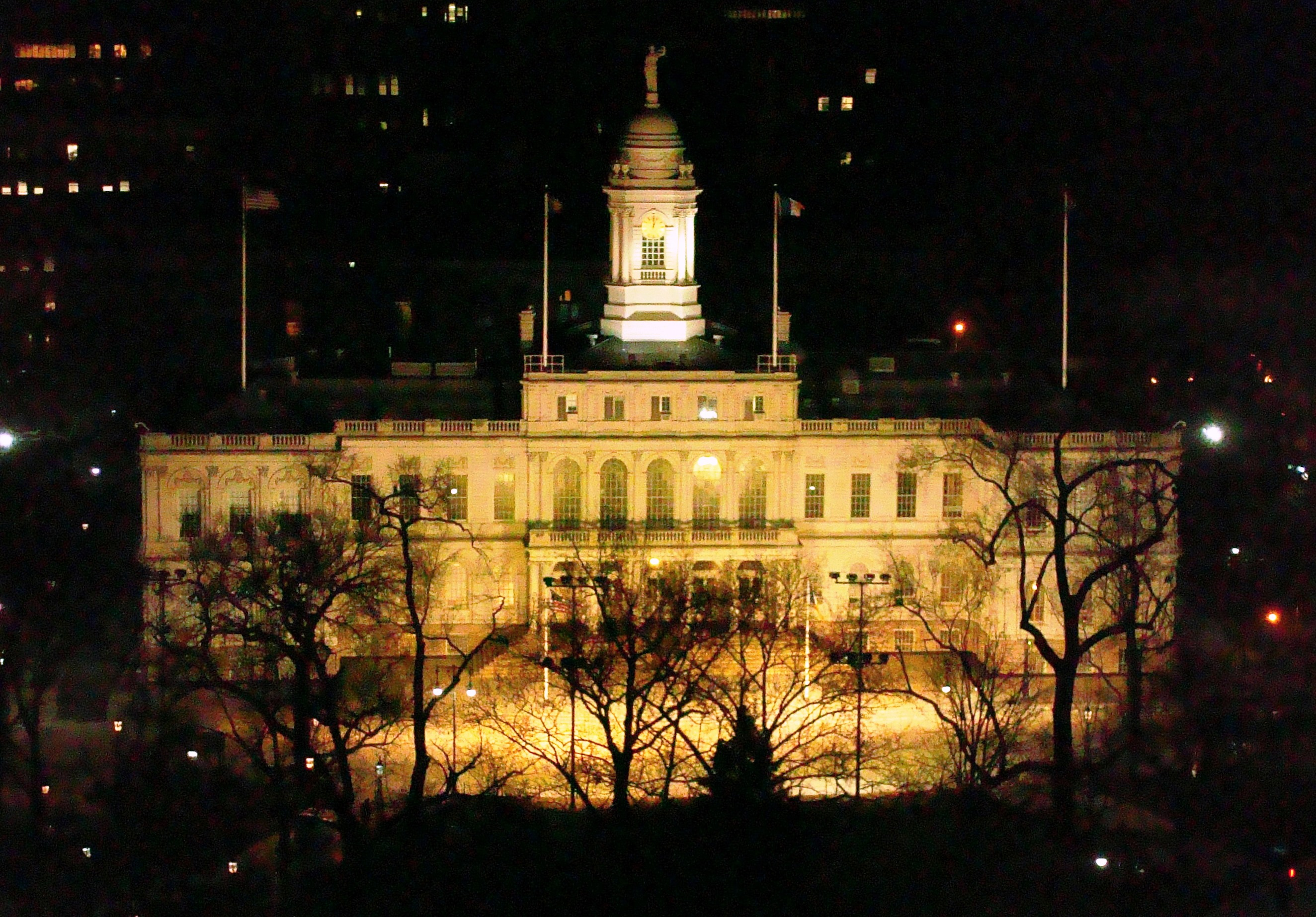
入夜後的紐約市政廳

1802年，紐約市政府舉辦新市政廳設計比賽，最終由約瑟夫-弗朗索瓦·曼金和小約翰·麥庫姆的設計勝出，並贏得350美元的獎金。主要設計師曼金原本在法國修讀建築，1795年遷往紐約擔當测量员，並在1803年出版紐約首份官方地圖。曼金亦是老聖巴德利爵主教座堂的建築師。麥庫姆曾設計炮台公園的柯林頓城堡，其父親亦曾在舊市政廳工作。他負責監督市政廳的建築工程，並負責設計市政廳的建筑细节。
新市政廳於1803年奠基，但是，由於新市政廳設計過於奢華，被市議會否決，建築工程因而延誤。故此，曼金和麥庫姆決定縮減新市政廳的面積，並在新市政廳的背面改用赤褐色砂石以減低成本。這些赤褐色砂石和原本使用的，來自麻省奥尔福德的大理石砌成的外墙在1954年至1956年間被來自亞拉巴馬州的石灰石取代。興建期間發生了勞資糾紛和黄热病爆發，導致工程延誤。最終新市政廳在1811年建成，並在翌年開幕。
2003年7月23日下午2時8分，奥思尼尔·艾斯丘因不滿市議員詹姆斯·E·戴维斯，使用手枪向市議會議事廳楼厅方向開火。艾斯丘向戴维斯兩度開火，最終戴维斯被射殺。一名身處議事廳楼厅的警員其後射殺艾斯丘。由於艾斯丘和戴维斯當時都在沒有通過金屬檢測器的情況之下進入市政廳，為了防堵安全漏洞，米高·彭博市長決定修訂保安政策，要求每個進入市政廳的人都必須接受金屬檢測器的檢查。

## 建築特色
雖然市政廳興建時由曼金和麥庫姆設計，但市政廳在建成後曾對建築物作出改動，而這些改動通常由著名建築師設計，這些建築師包括1860年的利奥波德·埃德利特茲、1898年的约翰·H·邓肯、1903年的威廉·马丁·艾肯、1907年、1912年、1915年和1917年的格罗夫纳·阿特伯里、1956年的什里夫、林和哈蒙建築師事務所和1998年的卡布雷拉·巴爾里克洛。
市政廳內部的圓形大廳是一個大型空间，設有大型大理石樓梯通往二樓，並使用了10棟凹槽的科林斯柱去承托使用方格構成的穹顶。該穹顶是在1912年復修時由格罗夫纳·阿特伯里建造的。圓形大廳用作市以至國家的活動。亞伯拉罕·林肯和尤利西斯·辛普森·格蘭特兩位總統逝世後，兩人之遺體均曾安放在圓形大廳。市政廳是紐約市地標，並且被列入《紐約州史蹟名錄》和《美國國家史蹟名錄》內。

## 畫作

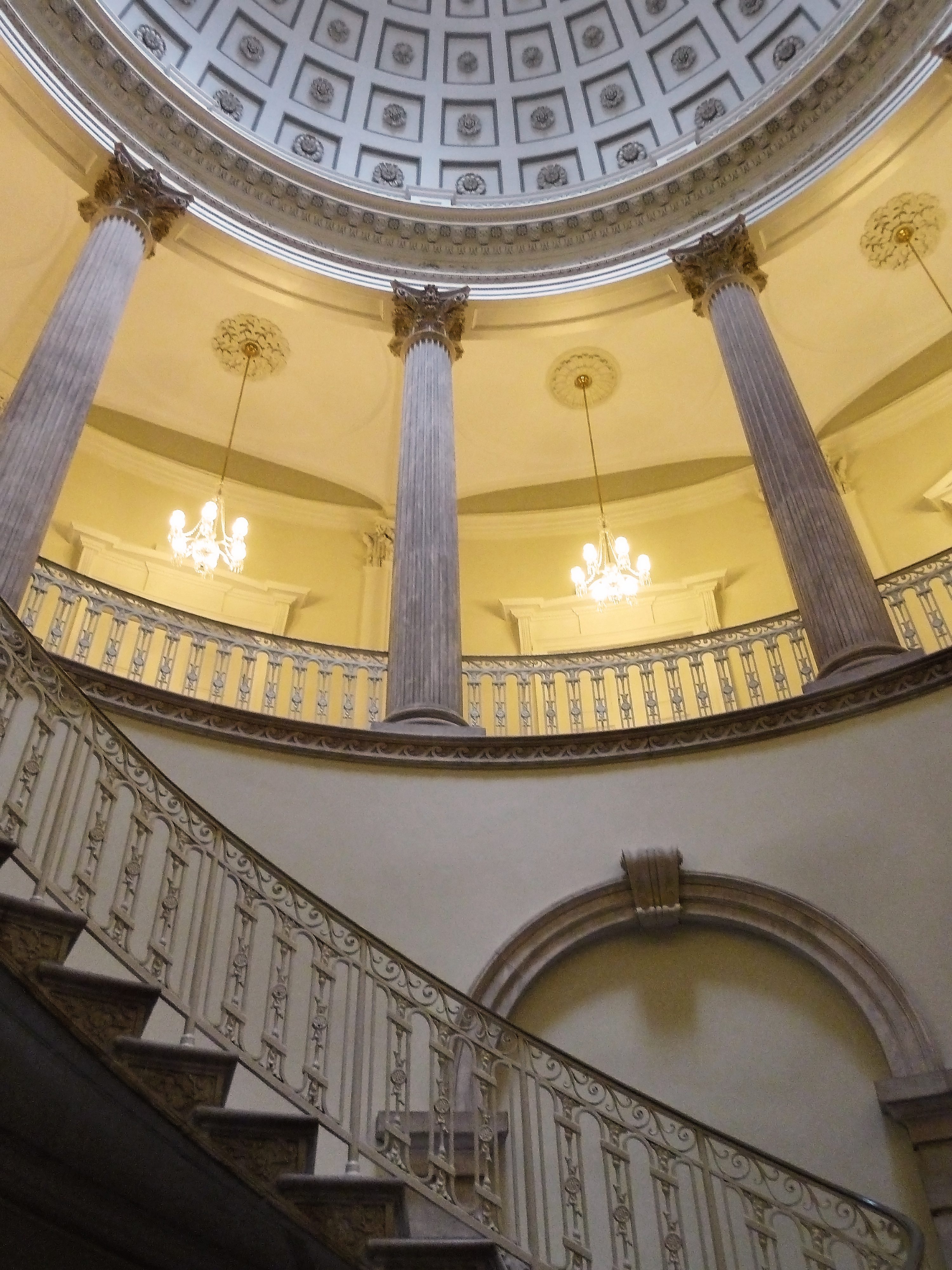
市政廳內的圆形大厅

紐約市政廳收藏了自18世紀末期至20世紀的108幅畫作。《紐約時報》曾表示市政廳內的畫作是「几乎无敌的組合，部份更是名作。」在這些畫作中，约翰·特朗布尔1805年為亚历山大·汉密尔顿所繪的肖像，亦是十美元紙幣上的面孔。1920年代和1940年代曾對這些畫作進行復修。2006年的修復工程更優先將艺术委员会指定的47幅畫作進行修復。

## 周圍

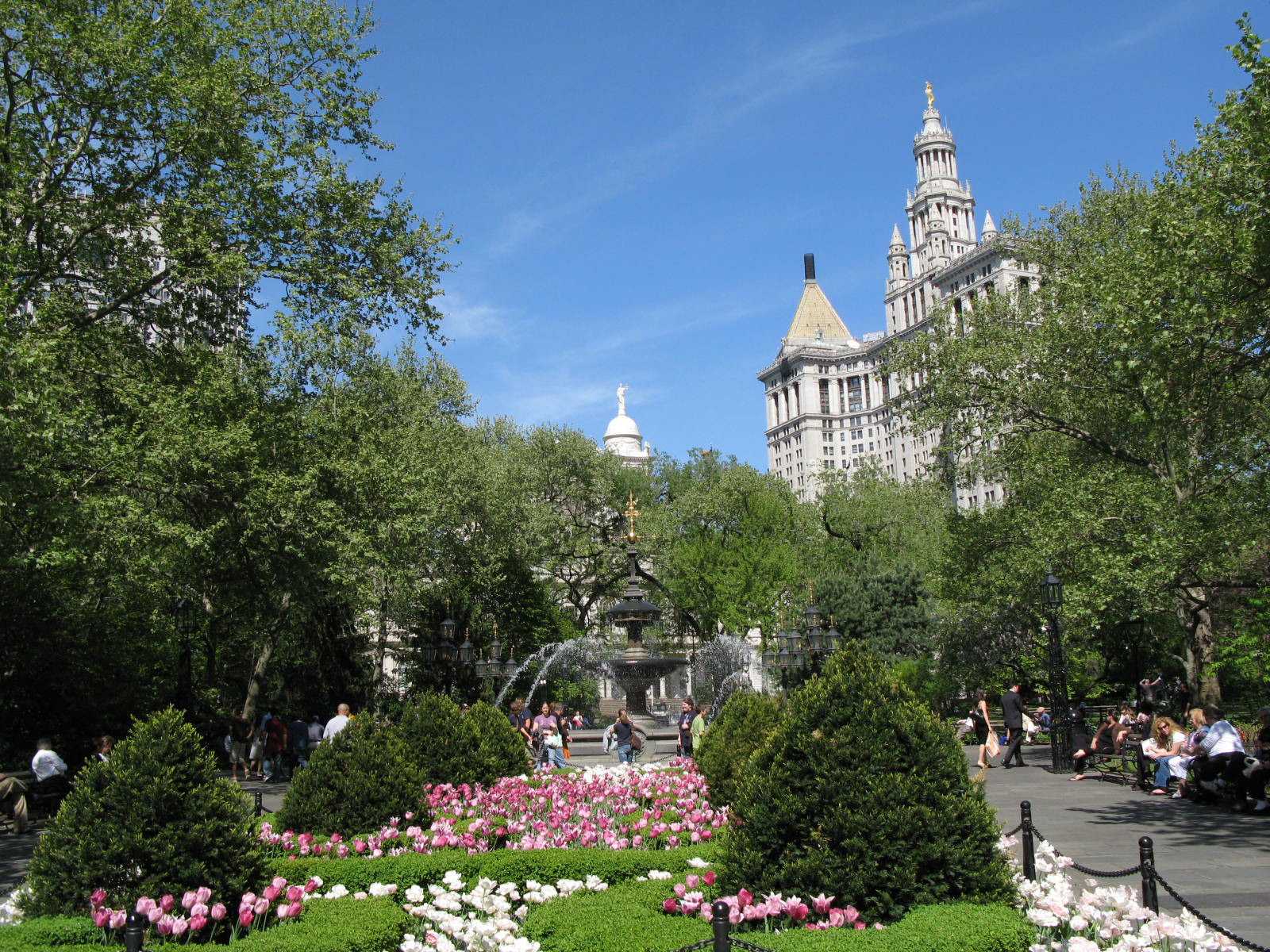
市政廳公園

### 鄰近建築
圍繞市政廳的地帶稱為市政中心。位處市政廳附近的建築大多是政府部門，以至由舊商業大廈改建而成的高尚住宅。圍繞市政廳的建築包括聖保羅禮拜堂、聖伯多祿堂、伍爾沃斯大樓、特威德法院大樓、曼哈頓市政大樓、柏路大樓、警察廣場一號以及布魯克林大橋。市政廳公園距離世界貿易中心遺址三個街區遠。佩斯大學紐約校區座落在公園街市政廳對面的位置。

### 復修
2008年，市政廳進行復修工程，該次工程為一個世紀以來最大的復修工程。該次復修工程包括了堅固結構、加強屋宇裝備，以至對市政廳的內部和外部進行重大復修。由於工程複雜，紐約市設計和建築局委派希爾國際負責復修工程的管理工作。復修成本原本估算為1.04億美元，歷時四年完成，但最終復修費用達1.5億美元，歷時超過五年完成。